# مارسيل آفديتش
مارسيل آفديتش (بالألمانية: Marcel Avdić)‏ هو لاعب كرة قدم ألماني في مركز الوسط، ولد في 28 فبراير 1991 في شتوتغارت في ألمانيا. لعب مع فالدهوف مانهايم وكيكرز أوفنباخ ونادي أوتسيلول غالاتسي ونادي أونترهاخينغ.

## وصلات خارجية
- مارسيل آفديتش على موقع قاعدة بيانات كرة القدم.إي يو (الإنجليزية)
- مارسيل آفديتش على موقع Soccerway.com (الإنجليزية)
- مارسيل آفديتش على موقع عالم كرة القدم.نت (الإنجليزية)